# 퍼시픽 대학교 (캘리포니아주)
퍼시픽 대학교(University of the Pacific, UOP)는 미국 캘리포니아주 스톡턴에 메인 캠퍼스를 둔 감리교회와 연계된 사립 대학이다. 석박사 캠퍼스들은 샌프란시스코와 새크라멘토에 위치해 있다. 캘리포니아 최초의 대학교(university)로 주장되며 캘리포니아 최초의 독립적인 남녀혼성 캠퍼스로 주장되며, 또 미국 서해안 최초의 음악학교 및 의과학교로 주장된다.
1851년 7월 10일에 샌타클래라에서 "California Wesleyan College"라는 교명으로 설립되었다. 1871년에 산호세로 옮겼고 1923년 스톡튼으로 옮겼다.

## 같이 보기
- 캘리포니아주의 대학 목록